# Hybe Corporation
HYBE Corporation (em coreano: 하이브; romaniz.: Haibeu; estilizado em letras maiúsculas) é um conglomerado sul-coreano de entretenimento, tecnologia e serviços, fundado em 2021, por Bang Si-hyuk, previamente denominada Big Hit Entertainment Co., Ltd, fundada em 2005.. A empresa possui várias subsidiárias, dentre elas: ADOR, Big Hit Music, Source Music, Pledis Entertainment, Belift Lab, HYBE Labels Japan e KOZ Entertainment, coletivamente conhecidas como HYBE Labels.

## História

### 2005–2021: Big Hit Entertainment
A Big Hit Entertainment foi fundada no dia 1 de fevereiro de 2005 e assinou um contrato de gerenciamento com o trio de vocais 8Eight em 2007. Em 2010, a empresa assinou um contrato de gerenciamento conjunto com a JYP Entertainment, com o intuito de que a Big Hit Entertainment gerenciasse o grupo masculino 2AM. Naquele mesmo ano, Bang Si-hyuk assinou com o RM, o primeiro membro do BTS, e lançou uma audição em escala nacional para recrutar outros membros para o grupo. BTS estreou pela Big Hit Entertainment no dia 12 de junho de 2013.
Em 2012, a empresa assinou com Lim Jeong-hee e formou o grupo feminino GLAM, em uma colaboração com a sua futura subsidiária Source Music. O grupo ficou ativo até 2014, quando foi necessária a separação das integrantes, em decorrência dos escândalos envolvendo a integrante Kim Da-hee, que foi sentenciada a prisão, depois de ser investigada e acusada por chantagens financeiras e emocionais contra o ator Lee Byung-hun.
Ao final do contrato conjunto entre a Big Hit Entertainment e a JYP Entertainment em abril de 2014, três membros do 2AM retornaram para a JYP, enquanto Lee Chang-min decidiu continuar com a Big Hit para focar na sua carreira solo e integrar o duo Homme. Nesse ano também houve o término do contrato do trio 8Eight, após os contratos de Baek Chan e Joo Hee terem chegado ao fim.
Em maio de 2015, o contrato de Lim Jeong-hee chegou ao fim após 3 anos de atividades e o Signal Entertainment Group, uma empresa listada na KOSDAQ e especializada no gerenciamento de artistas e produção para televisão, adquiriu a Big Hit por aproximadamente 6 milhões de dólares, através de uma negociação convertível. No começo de 2016, a Big Hit reverteu a sua relação com o Signal Entertainment Group, voltando a ser uma empresa independente.
Em fevereiro de 2018, após o contrato de Chang-min chegar ao fim, o duo Homme se separou. Ele deixou a empresa com o objetivo de iniciar a sua própria agência de entretenimento enquanto Lee Hyun continuou como um artista solo. Em agosto, Big Hit e CJ E&M divulgaram seus planos de criar uma empresa em conjunto. Estabelecida através do nome Belift Lab, a empresa ficou dividida entre 48% para a Big Hit e 52% para a CJ E&M. Em outubro, os membros do BTS renovaram seus contratos com a agência por mais 7 anos. Big Hit foi eleita como a melhor empresa coreana para se investir, no ano de 2018.
Em março de 2019, a Big Hit estreou o seu segundo grupo masculino, Tomorrow X Together (TXT). O ex-CBO Lenzo Yoon foi promovido ao cargo de co-CEO, juntamente com o Bang Si-hyuk, onde Yoon passou a se dedicar na parte dos negócios, enquanto Bang focou os seus esforços na produção musical. Em julho de 2019, a empresa adquiriu a agência Source Music e em agosto do mesmo ano, a desenvolvedora de jogos Superb. Em 2020, a Fast Company escolheu a Big Hit Entertainment como a quarta empresa mais inovadora do mundo pelo desenvolvimento dos aplicativos Weverse e Weverse Shop, desenvolvidos pela subsidiária beNX.
Em maio de 2020, Big Hit se tornou acionista majoritária da Pledis Entertainment. A empresa anunciou que a gravadora continuaria como um selo independente, mas que seus artistas, incluindo os grupos masculinos Nu'est e Seventeen, seriam mais promovidos fora da Coréia do Sul, com o intuito de ampliar seus alcances globais. A Korea Fair Trade Commission, comissão que regula o regimento anti-monopólio do país, autorizou a aquisição da Pledis pela Big Hit Entertainment, em outubro do mesmo ano. No mês seguinte, Big Hit anunciou a aquisição da KOZ Entertainment, gravadora fundada pelo rapper Zico.
Em 27 de janeiro de 2021, a mídia anunciou que a Naver Corporation estava investindo cerca de 321 milhões de dólares na subsidiária da Big Hit, beNX, adquirindo cerca de 49% da empresa. Em retorno ao investimento, a Naver transferiu o serviço de streaming V Live para a beNX, a qual já administra a plataforma Weverse. Com essas mudanças, a beNX foi renomeada para Weverse Company. Em 17 de Fevereiro, a Big Hit Entertainment e Universal Music Group anunciaram uma parceria estratégica entre as duas empresas, que estarão colaborando em vários segmentos da indústria da música e da tecnologia. O ponta pé inicial dessa parceria está na parceria entre a Big Hit e a Geffen Records, um selo da Universal Music Group, para estrear um grupo masculino global, através de uma nova gravadora que será estabelecida em Los Angeles. A formação do grupo está prevista para ocorrer em um programa que irá ao ar em 2022, na TV americana. A Big Hit será responsável por selecionar e treinar os artistas, enquanto o Universal Music Group estará encarregado da produção musical, distribuição global e vendas. Adicionalmente, mais artistas do Universal Music Group estarão entrando no Weverse, que já conta com artistas como Gracie Abrams, New Hope Club e Alexander 23.
Em 25 de fevereiro de 2021, Big Hit anunciou um investimento de aproximadamente 4 milhões de dólares na Supertone, uma empresa especializada na criação de vozes ultrarrealistas, usando tecnologias de inteligência artificial.

### 2021–presente: Hybe Corporation
Na segunda semana de março de 2021, a Big Hit Entertainment anunciou sua renomeação sob o nome HYBE Corporation. Em 19 de março, a empresa publicou uma apresentação online detalhado sua reestruturação organizacional, e afirmou que o nome "Big Hit Entertainment" (referente às operações musicais da empresa) se tornaria Big Hit Music, se juntando as outras gravadoras da empresa, onde juntas formam a divisão HYBE Labels. A renomeação foi confirmada na reunião de acionistas do dia 30 de março.
No dia 2 de abril de 2021, HYBE adquiriu 100% das ações da Ithaca Holdings, empresa de Scooter Braun, juntamente com todas as suas propriedades, incluindo a SB Projects (na qual gerencia artistas como Justin Bieber e Ariana Grande) e a Big Machine Label Group, através da subsidiária HYBE America. HYBE investiu 950 milhões de dólares na HYBE America, para financiar a aquisição, pagando um total de 1,05 bilhões de dólares aos acionistas e conselheiros da Ithaca. Foi criada uma subsidiária chamada BH Odyssey Merger Sub, dentro da HYBE America, que facilitou a aquisição, onde após o período de negociações, foi dissolvida, restando somente a Ithaca. A acionista minoritária The Carlyle Group, concordou em vender as suas ações para a HYBE como parte do acordo, que inclui além da SB Projects, a gravadora Big Machine e todos os seus selos associados. Como parte do acordo, Scooter Braun passou a fazer parte do conselho da HYBE, enquanto Scott Borchetta, atual CEO do Big Machine Label Group, permanecerá com o seu cargo.

## Divisões, Subsidiárias e Artistas

### HYBE HQ
HYBE HQ é uma subsidiária totalmente pertencente a HYBE Corporation. A empresa possui três divisões, sendo elas: HYBE Labels, HYBE Solutions e HYBE Platforms. Sobre cada divisão, existem subsidiárias pertencentes totalmente ou parcialmente a HYBE Corporation.

#### HYBE Labels
Essa é a divisão de entretenimento e de produção musical. Antes do rebranding, essa divisão era conhecida como Big Hit Labels. Subsidiárias sobre a divisão, operam de forma independente da HYBE Corporation, mas recebem todo o apoio criativo.
- Big Hit Music
  - BTS
  - Tomorrow X Together
  - Lee Hyun

- Belift Lab (co-gerenciado pela CJ E&M)
  - Enhypen
  - Illit

- Source Music
  - Le Sserafim

- Pledis Entertainment[37]
  - Seventeen
  - NU'EST
  - Bumzu
  - Nana
  - Kyulkyung
  - Yehana
  - Sungyeon
  - Fromis_9

- ADOR (“All Doors One Room”)
  - NewJeans

- KOZ Entertainment[38]
  - Zico
  - DVWN
  - BoyNextDoor

#### HYBE Solutions
A divisão "Solutions" é especializada em soluções para a criação de vídeos, propriedades intelectuais, aprendizado e jogos. Cada conteúdo criado pelas subsidiárias dentro dessa divisão, passam por um processo de curadoria para estarem de acordo com a criatividade e as estratégias de negócios de cada subsidiária da HYBE Labels.
- HYBE 360 (Integrado a marca "HYBE")
- HYBE IPX (Integrado a marca "HYBE")
- HYBE IM (Games)

#### HYBE Platforms
Essa é a divisão de tecnologia. Ela gerencia a plataforma de entretenimento Weverse, uma rede social que conecta e expande todos os conteúdos e serviços da HYBE.
- Weverse Company
  - Weverse
  - Weverse Shop
  - V Live

### HYBE America
Antes da mudança de marca, a subsidiária era conhecida como Big Hit America. Após a mudança, a HYBE corporation comprou todas as ações da empresa, tornando-a uma subsidiária totalmente pertencente a corporação, se tornando a HYBE America. Essa foi uma preparação para a aquisição da Ithaca Holdings através da HYBE America. A BH Odyssey Merger Sub foi criada como uma subsidiária da HYBE America para facilitar a compra da Ithaca. Quando finalizado, Ithaca se tornou uma subsidiária da HYBE America, enquanto a BH Odyssey foi dissolvida.

#### SB Projects
| - Ariana Grande - Ashley Graham - Asher Roth - Babyjake - Black Eyed Peas - Carly Rae Jepsen - CL - Dan + Shay - David Guetta - Demi Lovato | - Eden - Gunnar Gehl - Hilary Duff - Idina Menzel - J Balvin - Justin Bieber - The Knocks - Lil Dicky - PSY - Push Baby | - Quavo - Social House - The Kid Laroi - The Spencer Lee Band - Steve Angello - Tori Kelly - The Wanted - Watt - YG |

#### Big Machine Label Group
| - Aaron Lewis - Abbey Cone - Avenue Beat - Ayron Jones - Badflower - Brantley Gilbert - Brett Young - Brock Gonyea - Callista Clark - Carly Pearce - Conner Smith - Danielle Bradbery - Eli Young Band | - Florida Georgia Line - Gary Levox - Glen Campbell - Heath Sanders - Jackson Dean - Jamie Fine - Jay Demarcus - Jennifer Nettles - Justin Moore - Kidd G - Laci Kaye Booth - Lady A - Midland | - Noah Schnacky - Rascal Flatts - Ray Wylie Hubbard - Riley Green - Sheryl Crow - Sugarland - The Cadillac Three - Thomas Rhett - Tiera - Tim Mcgraw - Tyler Rich - Violet Saturn - Wanda Jackson |

#### HYBE x Geffen Records
- KATSEYE

#### SB Projects film, television and audio production
A "SB Projects film, television and audio production" é a divisão da HYBE America responsável por produzir conteúdos audiovisuais para diversas plataformas, indo desde redes de televisão como a CBS e a FX, até players consolidados no mercado de Streaming como YouTube, Netflix e HULU.

#### Silent Labs
Silent Labs é um empreendimento conjunto entre a SB Projects e Ron Zuckerman, que busca por oportunidades de investir em empresas do segmento de tecnologia e entretenimento. Dentre os principais investimentos, estão:
- Bkstg
- Pinterest
- Songza
- Spotify
- Stamped
- Uber

### HYBE Japan
Seguindo a reestruturação de liderança de julho de 2021, as subsidiárias japonesas da HYBE (HYBE Solutions Japan e HYBE T&D Japan) foram remanejadas para estabelecer uma unidade regional da empresa no Japão. Seguindo a filosofia da HYBE em deixar as suas gravadoras trabalharem de forma independente, supervisiona a produção musical, publicação musical, gestão de direitos autorais musicais, gestão de artistas e caça e desenvolvimento de talentos, bem como facilita a entrada de outros artistas Hybe no mercado japonês.
A HYBE Japan é liderada atualmente pelo CEO Han Hyun-Rock, antigo CEO da HYBE Solutions Japan. Em julho de 2021, foi anunciado que a HYBE Japan irá colaborar com Hiroomi Tosaka para o lançamento de um novo grupo feminino: Moonchild, que estreou em 2023; A XY Labels co-produz o grupo com LDH Japan.
- XY Labels
  - &Team
- NAECO
  - Yurina Hirate
- HYBE Solutions Japan
- HYBE T&D Japan

### HYBE Latin America
Os esforços de expansão da HYBE também alcançaram a América Latina. A empresa lançou a HYBE Latin America pela em 2023 para fortalecer sua posição na região.
De início, a HYBE estabeleceu uma nova gravadora subsidiária, DOCEMIL Music, e anunciou seu primeiro contrato, o cantor mexicano Emmanuel “Meme” del Real. Del Real é mais conhecido como membro e produtor da banda de rock mexicana Café Tacuba, uma das bandas mais influentes da América Latina.
O CEO da HYBE América Latina, Kah Jong-Hyun, disse que a assinatura de Meme del Real “demonstra o compromisso da HYBE em apoiar artistas latino-americanos e promover seu potencial criativo”.
A HYBE também adquiriu o estúdio Exile Content. Em março de 2024, Kah Jong-Hyun nomeou Fernando Grediaga como gerente geral da DOCEMIL Music, com sede na Cidade do México. Em junho, foi anunciado que a Exile Music mudaria seu nome para Zarpazo e teria sede em Miami.
HYBE Latin America
- Daddy Yankee[44]
- Santos Bravos

- Zarpazo Entertainment
  - Chicocurlyhead
  - Gregorio Umaña
  - MAGNA
- DOCEMIL Music
  - Adrian Cota[45]
  - América Fernández[46]
  - Benny Emmanuel[47]
  - Juan Daniel García Treviño[48]
  - Meme del Real

## Ex-artistas

### HYBE Labels
- Big Hit Music
  - Glam
  - 8Eight
  - 2AM
  - Homme

- Source Music
  - GFriend[49]

- Pledis Entertainment
  - After School
  - Pristin

## Afiliadas
- YG Plus[50]
- SM Entertainment

## Filantropia
Em 2017, foi revelado que em 2014, a Big Hit Entertainment (agora HYBE), doou cerca de 25 mil dólares para 4 das 16 famílias que foram afetadas pelo desastre do naufrágio da balsa Sewol, através da organização "Truth and a Safer Society".
Em junho de 2020, a Big Hit, juntamente com o grupo BTS, doaram 1 milhão de dólares em suporte ao movimento Black Lives Matter e mais 1 milhão de dólares para a Crew Nation, uma campanha da Live Nation para ajudar e apoiar uma transmissão ao vivo de artistas independentes, durante a pandemia da COVID-19.

## Filmografia

### Séries
- The BeatBuds, Let's Jam (2021, Nickelodeon)
- Demi Lovato: Dancing With The Devil (2021, YouTube)
- ariana grande: excuse me, i love you (2020, Netflix)
- Dave (2020, FXX/HULU)
- Justin Bieber: Seasons (2020, YouTube)
- Scorpion (2014,CBS)
- Omniverse (TBA, Showtime)

### Filmes/Documentários
- Break the Silence: The Movie (2020, Trafalgar Releasing)
- Bring the Soul: The Movie (2019, Trafalgar Releasing)
- BTS World Tour: Love Yourself in Seoul (2018, Fathom Events)
- Burn the Stage: The Movie (2018, Trafalgar Releasing)
- Jem and the Holograms (2015, Universal Pictures)
- O Doador de Memórias (2014, WarnerMedia)
- Justin Bieber's Believe (2013, Open Road Films)
- Justin Bieber: Never Say Never (2011, MTV Films)

### Dramas
- Youth (2021, TBA) (com Chorokbaem Media)

### Especiais
- 2021 NEW YEAR'S EVE LIVE presented by Weverse (2020, Weverse)
- Hand in Hand: A Benefit for Hurricane Relief (2017, transmissão simultânea)
- One Love Manchester (2017, BBC)

### Reality/Variety
- In The Soop SEVENTEEN Ver. (2021, Weverse)
- I-Land (2020, Mnet) (com CJ ENM e Studio Take One)
- In The Soop BTS Ver. (2020, Weverse)
- BON VOYAGE (2016, VLIVE/Weverse)